# Récepteur de type Toll
Pour les articles homonymes, voir TLR.
Les récepteurs de type Toll (en anglais Toll-like receptors, TLR) appartiennent à la famille des récepteurs de reconnaissance de motifs moléculaires,,. Les récepteurs de type Toll (TLR) jouent un rôle crucial dans le système immunitaire inné en reconnaissant les motifs moléculaires associés aux agents pathogènes dérivés de divers microbes. Les récepteurs Toll signalent par le recrutement de molécules adaptatrices spécifiques, conduisant à l'activation des facteurs de transcription NF-κB et IRF, qui dictent l'issue des réponses immunitaires innées. Ces motifs moléculaires associés aux pathogènes sont d’origines très diverses (bactérie, virus, parasite) et de natures variées (protéine, ose, acide nucléique).

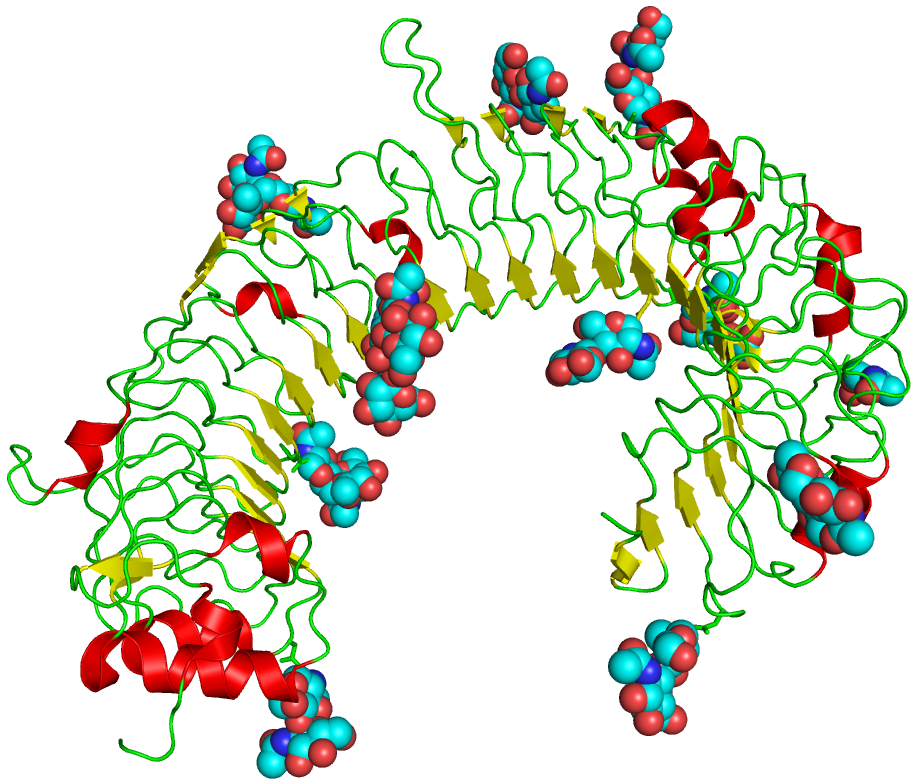
Structure du TLR3 humain,,

## Phylogénie
Les récepteurs de type Toll sont présents chez les mammifères et de nombreux vertébrés (poissons osseux ou cartilagineux, amphibiens, reptiles et oiseaux), mais également chez les invertébrés et chez certaines plantes sous des formes structurales cependant légèrement différentes.
Ainsi, du point de vue évolutif, les récepteurs Toll semblent constituer un des plus anciens composants du système immunitaire et seraient apparus avant même la séparation entre les animaux et les végétaux.

## Découverte
Le nom de TLR vient de l’homologie avec une famille de molécules retrouvée chez la drosophile Drosophila melanogaster, dont le principal membre est Toll. L'histoire raconte que la chercheuse Christiane Nüsslein-Volhard, en voyant les larves malformées de la mouche en raison de la  mutation dans le gène codant la protéine, aurait dit « Das ist toll! » (« Ça, c'est génial ! »). Chez la drosophile, Toll a initialement été identifié comme un gène important lors de l’embryogenèse, et en particulier, lors de la mise en place de l’axe dorso-ventral. En 1996, Jules Hoffmann et son équipe montrent que Toll participe également à l'immunité anti-fongique chez la drosophile.
À l’époque de cette découverte, les récepteurs Toll sont connus chez les mammifères grâce à l’identification chromosomique de TIL (maintenant appelé TLR1) en 1996 par l’équipe de Taguchi. À l’époque, étant donné ce qui est connu de Toll chez la drosophile, des hypothèses avancent un rôle de TIL dans le développement embryonnaire des mammifères. Par ailleurs, une autre molécule avec un rôle évident dans l’immunité des mammifères, le récepteur à l’interleukine 1 (IL-1R) a au préalable été décrite par Nick Gay en 1991 et en particulier, l’homologie du domaine cytoplasmique avec celui de Toll.
Charles Janeway et ses collaborateurs identifient un second paralogue TLR en 1997 qu’ils appellent « h-Toll » (maintenant TLR4). En reprenant les travaux d’Hoffmann, ils suggèrent que chez les mammifères, h-Toll pourrait « activer l’immunité adaptative ». La fonction précise de TLR4 est découverte en 1998 par le groupe de Bruce Beutler qui, par l’utilisation d’une technique génétique appelée « clonage positionnel », prouve le rôle de TLR4 en tant que récepteur du lipopolysaccharide bactérien (connu également comme « endotoxine » ou LPS). Jusqu’alors, le LPS était connu depuis plus de cent ans pour ses puissants effets inflammatoires et immunomodulateurs. En étudiant les conséquences de la perte de ce récepteur Toll chez des souris invalidées pour le TLR4, Beutler conclut à la spécificité de reconnaissance du LPS par TLR4. Cette observation suggère fortement que chez les mammifères, chaque récepteur Toll pourrait reconnaître une molécule bien particulière témoignant d’une infection en cours.
Il apparaît maintenant que cette proposition était correcte et que les récepteurs Toll représentent chez les mammifères des protéines clés permettant de détecter une infection et de déclencher la réponse immune.

## Structure
La famille des récepteurs Toll comprend 10 membres (TLR1 – TLR10) chez l'homme et 12 (TLR1 – TLR9, TLR11 – TLR13) chez la souris. Les récepteurs Toll se localisent à la surface cellulaire ou dans des compartiments intracellulaires tels que le réticulum endoplasmique , l'endosome, le lysosome ou l'endolysosome, et ils reconnaissent des PAMP distincts ou se chevauchant tels que les lipides, les lipoprotéines, les protéines et l'acide nucléique.
La structure des récepteurs Toll est assez simple. Ce sont des protéines transmembranaires de type I comportant :
- Un domaine extracellulaire récepteur du signal de danger et composé de nombreux motifs LRR (leucin-rich repeats);  Le domaine extracellulaire présente une structure en forme de fer à cheval et les TLR interagissent avec leurs PAMP ou DAMP respectifs en tant qu'homo- ou hétérodimère avec un co-récepteur ou une molécule accessoire[12]. Cette partie est structurellement proche des CD14.
- Un domaine transmembranaire
- Un domaine intracellulaire contenant un death domain permettant la transduction du signal d’activation , le domaine TIR pour  Toll/interleukin-1 receptor/resistance protein. Lors de la reconnaissance des PAMP et des DAMP, les récepteurs Toll recrutent des protéines adaptatrices contenant un domaine TIR telles que MyD88 et TRIF, qui initient des voies de transduction de signal qui aboutissent à l'activation de NF-κB, IRF ou MAP kinases pour réguler l'expression des cytokines, des chimiokines et des IFN de type I qui protègent finalement l'hôte contre les infections microbiennes.

## Diversité
Les récepteurs Toll apparaissent sous la forme de dimère. Alors que la plupart des récepteurs Toll sont des homodimères, TLR2 a la particularité de s’associer en hétérodimère avec TLR1 ou TLR6, chaque hétérodimère présentant une spécificité de ligand différente. Quand un récepteur Toll est activé, il recrute une molécule adaptatrice pour propager le signal au niveau du Death Domain. À ce jour, quatre adaptateurs sont connus dans la signalisation des récepteurs Toll : MyD88, TIRAP (aussi appelé MAL), TRIF et TRAM. Ces adaptateurs activent d’autres molécules au sein de la cellule, y compris certaines protéines kinases (IRAK1, IRAK4, TBK1 et IKKi) qui amplifient le signal et finalement conduisent à l’induction ou la suppression de gènes qui orchestrent la réponse inflammatoire. Ainsi, des milliers de gènes sont activés par la signalisation des récepteurs Toll qui contient un potentiel de modulation de gènes à la fois puissant et extrêmement fin.
Les récepteurs Toll peuvent aussi dépendre d’autres co-récepteurs pour la sensibilité totale au ligand, comme dans le cas de la reconnaissance du LPS par le TLR4 qui requiert MD-2. CD14 et les protéines liant le LPS (LBP pour LPS Binding Protein) sont par ailleurs connus pour faciliter la présentation du LPS par MD-2.
Parce que la spécificité des récepteurs de type Toll (et d’autres récepteurs de l’immunité innée) ne peut pas être facilement changée au cours de l’évolution, ces récepteurs doivent reconnaître des molécules qui sont constamment associées à des menaces microbiennes, non sujettes à des mutations, et spécifiques de ces menaces (i.e qu’on ne peut normalement pas trouver dans l’hôte où le récepteur Toll est présent). Ces motifs moléculaires associés aux pathogènes sont essentiels à la biologie du pathogène et ne peuvent être éliminés ou changés par mutation, ils sont donc conservés du point de vue évolutif. Les motifs conservés chez les pathogènes incluent les lipopolysaccharides de la paroi des bactéries (LPS), les lipoprotéines, les lipopeptides et les lipoarabinomannanes ; les protéines comme la flagelline des flagelles bactériens ; l’ARN double brin des virus ou de trématode comme Schistosoma mansoni et les îlots CpG non-méthylés de l’ADN bactérien et viral. Voir le tableau ci-dessous pour un résumé de l’activité des récepteurs Toll décrite jusqu’à présent.

### Récepteurs de type Toll connus chez les mammifères
| Récepteurs                                                | Localisation                          | Co-récepteur                                          | Forme active                             | Ligands naturels | Adaptateurs                                     |
| --------------------------------------------------------- | ------------------------------------- | ----------------------------------------------------- | ---------------------------------------- | --- | ----------------------------------------------- |
| Récepteurs de type Toll chez l'être humain                |                                       |                                                       |                                          | |                                                 |
| TLR1                                                      | Membrane cellulaire                   | TLR2                                                  | TLR1-TLR2                                | triacyl des lipoprotéines                                                                                             | BCAP, TIRAP, MyD88, SCIMP                       |
| TLR2                                                      | Membrane cellulaire                   | TLR1, 2, 6 & 10 CD14, CD36, integrin, RP105, MBL, LBP | TLR1-TLR2 TLR2-TLR2 TLR2-TLR6 TLR2-TLR10 | lipoprotéines, peptidoglycane des bactéries Gram positif, acides lipotéichoïques, champignons, glycoprotéines virales | BCAP, TIRAP, MyD88, SCIMP                       |
| TLR3                                                      | Intra cellulaire                      | CD14, Mex3B                                           | TLR3-TLR3                                | ARN double brin d’origine virale ou parasitaire                                                                       | SARM, SCIMP, TRIF, TICAM1                       |
| TLR4                                                      | Membrane cellulaire                   | MD2, LY96, CD14, CD36, LBP, RP105                     | TLR4/MD2-TLR4/MD2 TLR4-TLR6              | lipopolysaccharide des bactéries à Gram négatif, glycoprotéines virales                                               | BCAP, TIRAP, MyD88, SARM, SCIMP, TICAM1, TICAM2 |
| TLR5                                                      | Membrane cellulaire                   | Aucun                                                 | TLR5-TLR5                                | flagelline | MyD88, TICAM1                                   |
| TLR6                                                      | Membrane cellulaire                   | TLR2, CD36, LBP                                       | TLR2-TLR6 TLR4-TLR6                      | diacyl des lipoprotéines                                                                                              | BCAP, TIRAP, MyD88, SCIMP                       |
| TLR7                                                      | Membrane cellulaire                   | CD14                                                  | TLR7-TLR7                                | ARN simple brin | MyD88                                           |
| TLR8                                                      | Intra cellulaire                      | Aucun                                                 | TLR8-TLR8                                | ARN simple brin | MyD88                                           |
| TLR9                                                      | Intra cellulaire                      | CD14                                                  | TLR9-TLR9                                | ADN CPG non-méthylés                                                                                                  | TIRAP, MyD88, SCIMP                             |
| TLR10                                                     | Membrane cellulaire, Intra cellulaire | Aucun                                                 | TLR1-TLR10 TLR2-TLR10 TLR10-TLR10        | | MyD88                                           |
| Récepteurs de type Toll n'existant pas chez l'être humain |                                       |                                                       |                                          | |                                                 |
| TLR11                                                     |                                       |                                                       |                                          | profiline | MyD88                                           |
| TLR12                                                     |                                       |                                                       |                                          | inconnu | inconnu                                         |
| TLR13                                                     |                                       |                                                       |                                          | inconnu | inconnu                                         |

## Voies de signalisation

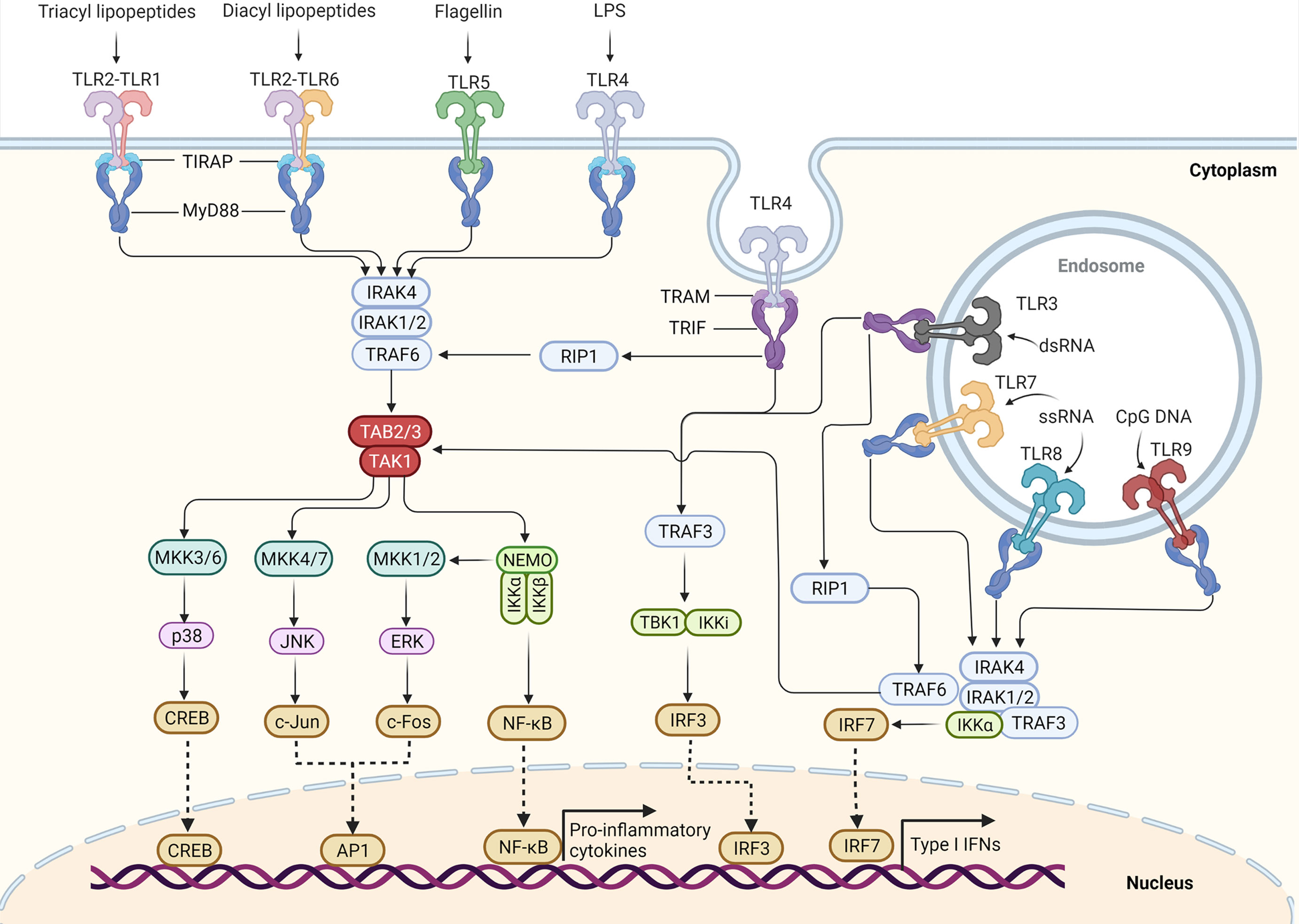
Voie de signalisation des récepteurs Toll

La transduction du signal implique cinq protéines adaptatrices. MyD88 (protéine de réponse primaire de différenciation myéloïde 88), MAL (aussi appelée TIRAP, protéine de type adaptateur MyD88), TRIF (protéine adaptatrice contenant le domaine TIR induisant l'interféron bétâ, aussi appelée TICAM1 (en)), TRAM (TRIF-related adaptor molecule) sont recrutées par les domaines TIR pour initier la signalisation, tandis que SARM (sterile α- and armadillo-motif-containing protein) inhibe la signalisation dépendante du TRIF.
Il existe deux voies de signalisation utilisées par les récepteurs Toll :  la voie de signalisation dépendant du  facteur de différenciation myéloïde (MyD88) et la voie de signalisation dépendant de la protéine adaptatrice contenant le domaine du récepteur Toll-interleukine-1 (TIRAP) conduisant à l'activation des facteurs de transcription NF-κB et IRF responsablse de la synthèse des cytokines.
TIRAP (ou MAL) est un adaptateur qui recrute MyD88 pour TLR2 et TLR4 .

### Voie de signalisation dépendant du  facteur de différenciation myéloïde (MyD88)
MyD88 est le premier membre identifié de la famille TIR ; il est couramment utilisé par tous les récepteurs Toll à l'exception de TLR3 et active la voie de signalisation NF-κB. Lors de son activation par des ligands spécifiques, MyD88 recrute les kinases associées au récepteur de l'IL-1 (IRAK) – IRAK4, IRAK1, IRAK2 et IRAK-M – qui forment un complexe avec les membres de la famille des kinases IRAK, appelés Myddosomes,. Au cours de la formation de Myddosomes, IRAK4 est initialement activé par MyD88 via son domaine de mort N-terminal, qui est également contenu dans IRAK4. Semblable à MyD88, IRAK4 est également essentiel pour l'activation de NF-κB et des protéines kinases activées par les mitogènes (MAPK) dans la voie dépendante de MyD88 ,. L'IRAK4 activé peut activer séquentiellement IRAK1 et IRAK2, qui sont ensuite autophosphorylés sur plusieurs sites.

### Voie de signalisation dépendant de la protéine adaptatrice contenant le domaine du récepteur Toll-interleukine-1 (TIRAP)
Dans les macrophages et les cellules dendritiques conventionnelles, l'activation du  TLR3 ou TLR4 ne dépend pas de MyD88 mais est plutôt pilotée par TRIF ainsi que par les protéines TRAM et TRAF3 ,. L'association de TIRAP et de MyD88 , pour les TLR2 et TLR4, forme un complexe nommée myddosome,
On pense que TRAM interagit avec TRIF pour induire la formation d'un triffosome, dans lequel TRIF interagit avec TRAF6 et TRAF3. TRAF6 activé peut recruter la protéine 1 interagissant avec le récepteur kinase (RIP1), qui à son tour recrute et active le complexe TAK1 et le complexe IKK, conduisant à l'activation de NF-κB et de MAPK et à l'induction de cytokines inflammatoires.

### Activation et effets
Suivant l’activation par des ligands d’origine microbienne, diverses réactions sont possibles. Les cellules de l’immunité peuvent produire des facteurs de signalisation appelés cytokines qui induisent une inflammation. Dans le cas d’un facteur bactérien, le pathogène peut être phagocyté et digéré ; ces antigènes sont alors présentés aux lymphocytes T CD4. Dans le cas d’un facteur viral, la cellule infectée peut éteindre sa synthèse protéique et rentrer dans la mort cellulaire programmée (apoptose). Les cellules de l’immunité qui ont détecté un virus peuvent aussi relarguer des facteurs anti-viraux appelés interférons.
La découverte des récepteurs de type Toll a finalement identifié les récepteurs de l’immunité innée comme responsables de nombreuses fonctions de l’immunité découvertes auparavant. Les récepteurs Toll semblent être seulement impliqués dans la production en cytokine et l’activation cellulaire en réponse aux microbes et ne jouent aucun rôle dans l’adhésion ou la phagocytose des micro-organismes.

## Modèle de danger
Plus récemment, les récepteurs Toll ont été soupçonnés de se lier à des facteurs non pathogènes produits durant la maladie, le stress ou un traumatisme. On peut citer par exemple le fibrinogène (impliqué dans le processus de coagulation) et les protéines de choc thermique (générées lors d’un stress thermique comme la fièvre). Ceci est la base du modèle immunitaire du « modèle de danger » de Polly Matzinger. Cette auteure suggère que ces signatures moléculaires sont reconnues et associées à un risque accru de maladie ou la maladie elle-même, et mettent le système immunitaire en alerte via l’activation des récepteurs Toll. Cependant, ce modèle est controversé,,.

## Rôle des récepteurs de type Toll dans l'immunité adaptative

### La présentation de l'antigène
L'activation et la maturation des cellules dendritiques et des macrophages par les récepteurs de type Toll sont des liens essentiels entre l'immunité innée et adaptative. Les cellules dendritiques sont des cellules présentatrices de l'antigène professionnelles et jouent un rôle central dans l’induction de l’activation et de la différenciation des cellules T naïves en cellules Th type 1 (Th1), en cellules Th2 et en lymphocytes T cytotoxiques. En fonction des marqueurs particuliers de la surface cellulaire, les DC peuvent être divisées en différents sous-ensembles, notamment les DC myéloïdes, les cellules dendritiques plasmacytoïdes, les cellules dendritiques CD8α+ et les cellules dendritiques CD11b+. Les cellules dendritiques plasmacytoïdes humaines expriment TLR7 et TLR9, tandis que les cellules dendritiques myéloïdes humains CD11c+ expriment TLR1, TLR2, TLR3, TLR5, TLR6 et TLR8 ,,. Les monocytes du sang humain expriment TLR1, TLR2, TLR4 et TLR5, mais perdent progressivement ces récepteurs et acquièrent l'expression de TLR3 à mesure qu'ils se différencient.
.Une fois que les cellules dendritiques ont absorbé l'antigène, les cellules dendritiques activées peuvent migrer vers les tissus lymphoïdes locaux pour présenter les peptides antigéniques sur les molécules du complexe majeur d'histocompatibilité. Ce processus est régulé par la reconnaissance des agents pathogènes, les récepteurs de type Toll jouent un rôle essentiel dans la génération des réponses des lymphocytes T effecteurs,. La production de cytokines innées (IFN de type I, IL-1, IL-6, IL-12, TNF-α), la régulation positive des molécules co-stimulatrices (CD40, CD80 et CD86) et l’expression altérée des récepteurs de chimiokines (CCR2, CCR5 et CCR7) sont les caractéristiques de la maturation des cellules dendridiques, qui peuvent être induites par des ligands des récepteurs de type Toll, notamment les lipopolysaccharides , les lipoprotéines et l'ADN CpG.
Les signaux des récepteurs de type Toll facilitent le chargement de peptides sur les molécules du CMH ou la présentation croisée aux  lymphocytes T CD8+ en favorisant l'acidification des endosomes ou la fusion des endosomes contenant le CMH de classe I avec les phagosomes dans les lymphocytes,. La signalisation induite par les lipopolysaccharides peut favoriser la redistribution des molécules du CMH de classe I et II à la surface des lymphocytes.

### La régulation des lymphocytes T par les récepteurs Toll
En plus de réguler indirectement la différenciation et la prolifération des lymphocytes T en favorisant la maturation des cellules dendritiques et la production régulatrice de cytokines, les récepteurs Toll peut réguler directement, par leur voie de signalisation, les cellules T effectrices et les cellules Treg.

#### CD4+
Les cellules CD4+ jouent un rôle essentiel dans l’initiation et le maintien des réponses immunitaires adaptatives contre le cancer. Les cellules CD4+ sont nécessaires à l’expansion et à la maintenance des cellules T CD8+ mémoire . Les lymphocytes T CD4+ naïfs peuvent exprimer TLR2 après leur stimulation. La signalisation TLR2 peut favoriser la prolifération et la production d'IFNγ dans les cellules Th1 (124). La costimulation du TCR et du TLR2 dans les lymphocytes T CD4+ murins naïfs augmente leur différenciation en cellules Th1 proinflammatoires et la sécrétion de cytokines et de chimiokines,. La signalisation TLR2 sur les lymphocytes T CD4+ exerce une action protectrice en augmentant la population de lymphocytes T spécifiques contre le mycobacterium tuberculosis  au cours de la tuberculose. Outre TLR2, TLR4 est également exprimé sur les lymphocytes T CD4+, et la stimulation de TLR4 pourrait améliorer à la fois la prolifération cellulaire in vitro et la survie des lymphocytes T CD4+. L'activation de la signalisation TLR4 pourrait affecter la réponse immunitaire intestinale via l'induction de MAPK.

#### CD8+
De même, la signalisation TLR2 peut également réguler la réponse immunitaire des lymphocytes T CD8+. Les agonistes du TLR2 peuvent améliorer la survie cellulaire, la prolifération, la production d'IFN-γ et la formation de cellules mémoire des lymphocytes T CD8+ en réponse à un signal TCR sous-optimal en réduisant le seuil des signaux de costimulation des cellules présentatrices de l'antigène,. La voie de signalisation dépendante de TLR2/MyD88 dans les lymphocytes T CD8+ peut également augmenter leur survie, leur expansion clonale et leur différenciation en lymphocytes T mémoire à longue durée de vie en activant la voie de la phosphatidylinositol 3-kinase (PI3K)-Akt pendant l'infection par le virus de la vaccine.
L’agoniste de TLR9 (CpG oligodeoxynucleotidC ou pG-ODN) s’est avéré favoriser la libération d’IL-8 dans les cellules T CD8+ purifiées. L’expression de TLR7 est augmentée dans les lymphocytes T CD4+ et CD8+ des ganglions lymphatiques mésentériques après une infection par Schistosoma japonicum. L'agoniste du TLR7 peut améliorer la production d'IFN-γ dans les lymphocytes T CD8+ provenant des lymphocytes T des ganglions lymphatiques mésentériques chez des souris infectées. L’activation de la signalisation dépendante de TLR7/MyD88 dans les lymphocytes T CD8+ peut favoriser la glycolyse cellulaire et améliorer les fonctions effectrices des lymphocytes T.

### La régulation des lymphocytes Treg par les récepteurs Toll
Les cellules Treg sont essentielles au maintien de la tolérance périphérique, à la prévention des maladies auto-immunes et à la limitation des maladies inflammatoires chroniques en supprimant les réponses immunitaires de l'hôte et en induisant l'auto-tolérance. Les cellules Treg CD4+ constituent un petit sous-ensemble (5 à 6 %) de la population globale de cellules T CD4+. Foxp3 est un marqueur spécifique des cellules Treg CD4+ chez l'homme,,,.

## Les récepteurs Toll dans les pathologies humaines

### Pathologies infectieuses
| Récepteurs                                              | Bactérie                                       | Virus                                                                      | Protozoaire      |
| ------------------------------------------------------- | ---------------------------------------------- | -------------------------------------------------------------------------- | ---------------- |
| Récepteurs de type Toll dans les maladies infectieuses. |                                                |                                                                            |                  |
| TLR1/TLR2                                               | Mycobactérie                                   |                                                                            |                  |
| TLR2                                                    | Staphylococccus aureus, Listeria monocytogenes | Virus à ARN : Virus respiratoire syncytial                                 |                  |
| TLR2/TLR3                                               |                                                |                                                                            | Neospora caninum |
| TLR3                                                    |                                                | Virus à ARN : Virus Sars-Cov2, Virus à ADN : Herpès virus, Rétrovirus: HIV |                  |
| TLR4                                                    | Staphylococccus aureus, Mycobactérie           | Virus à ARN : Virus respiratoire syncytial, Virus de la rage               |                  |
| TLR5                                                    | Bulkholderia                                   |                                                                            |                  |
| TLR2/TLR6                                               |                                                | Virus à ARN : Virus de la dengue                                           |                  |
| TLR6                                                    | Legionella pneumophila                         |                                                                            |                  |
| TLR7                                                    |                                                |                                                                            | Leishmania       |
| TLR7/TLR8                                               |                                                | Virus à ADN : Virus de la grippe A, Rétrovirus: HIV                        |                  |
| TLR8                                                    | Staphylococccus aureus                         | Rétrovirus: HIV                                                            |                  |
| TLR9                                                    | Staphylococccus aureus                         | Virus à ADN : Herpès virus, Adenovirus, Papilloma virus                    |                  |

#### TLR7 et Covid-19
En juillet 2020, un défaut du gène TLR7 était constaté dans quelques paires de jeunes frères infectés par SARS-CoV-2, qui avaient développé une forme grave de Covid-19 nécessitant des soins intensifs. Cela suggère que TLR7 joue un rôle important dans l'activation de la réponse immunitaire de patients du Covid-19.
Ce rôle de TLR7 est corroboré par une étude sur la différence de mortalité par le Covid-19 entre les genres.

### Maladies auto-immunes
| Maladie                                                 | récepteurs Toll          | Notes |
| ------------------------------------------------------- | ------------------------ | --- |
| Récepteurs de type Toll dans les maladies auto-immunes. |                          | |
| Polyarthrite rhumatoïde                                 | TLR2, TLR4, TLR3/7, TLR9 | MyD88 est crucial pour la production de métalloprotéinases matricielles , les principaux enzymes impliquées dans la destruction des tissus articulaires. L'expression de TLR2 et TLR4 seraient associées aux niveaux d'IL-12 et d'IL-8 dans le tissu synovial des patients atteints de la polyarthrite rhumatoïde. L’expression de TLR4 sur les lymphocytes T CD8+ est directement corrélée à la gravité de cette maladie. Les lymphocytes T CD8+ exprimant TLR4 peuvent répondre aux lipopolysaccharides et produire des importantes de molécules cytolytiques et inflammatoires, notamment le TNFα et l’IFNγ. |
| Athérosclérose                                          | TLR2, TLR4               | TLR2 et TLR4 sont également impliqués dans l'athérosclérose associée aux protéines de choc thermique,. |
| Diabète                                                 | TLR2                     | Des études indiquent que TLR2 est fortement associé au diabète,. |
| Lupus érythémateux                                      | TLR7, TLR8, TLR9         | Le lupus érythémateux est caractérisé par la présence d’auto-anticorps déclenchés par l' ADN CpG et les auto-antigènes associés à l’ARN simple brin. Dans les endosomes, les auto-antigènes sont détectés par TLR7 et TLR9. TLR7 est essentiel pour aboutir à la sécrétion d'anticorps pathogènes. TLR9 avait une fonction protectrice dans le lupus érythémateux en limitant l’activité stimulante de TLR7 . Des études génétiques ont montré que la variation du nombre de copies de TLR7 est associée au développement de la lupus érythémateux. TLR7 se localise sur le chromosome X et échappe à l'inactivation de X dans les cellules B et les cellules myéloïdes chez les femmes, ce qui entraîne une différence entre les sexes dans l'expression de TLR7 , conduisant à une incidence plus élevée chez les femmes que chez les hommes. |
| Sclérose en plaques                                     | TLR2, TLR8               | L'expression de TLR8 sur les cellules dendritiques plasmocytoïdes chez les patients atteints de sclérose en plaques systémique induit la production de CXCL4, qui à son tour améliore la production d'IFN induite par TLR8 et TLR9 par les cellules dendritiques plasmocytoïdes. CXCL4 et IFN sont les cytokines majeures dans la survenue de la sclérose en plaques,. |
| Myosite                                                 | TLR3, TLR4, TLR7, TLR9   | TLR4 est exprimé dans les cellules musculaires et est coexprimé avec le CMH de classe I dans les fibres musculaires de patients atteints de myosite. La HMGB1 agit via TLR4 mais pas par la molécule RAGE (receptor for advanced glycation endproducts) pour accélérer la fatigue musculaire et induire l'expression du CMH de classe I in vitro. Afin de se lier et de signaler via TLR4, HMGB1 doit avoir une cystéine 106 réduite et une liaison disulfure entre la cystéine 23 et 45 . |

### Récepteur de type Toll et cancer
Dans le cancer, la signalisation des récepteurs Toll a non seulement des effets anti-tumoraux, mais également des fonctions pro-tumorales sur la carcinogenèse. La stimulation du récepteur Toll améliore la réponse immunitaire anti-tumorale soit par l'intermédiaire des cellules immunitaires, soit en ciblant directement les cellules tumorales pour induire l'apoptose. Dans les modèles murins de carcinome hépatocellulaire, les souris déficientes en TLR2 conduit à une prolifération accrue des cellules tumorales. Le même récepteur peut être associé à un bon ou à un mauvais pronostic (comme TLR9) ou peut être généralement corrélé à un mauvais pronostic (comme TLR4).
TLR3 est exprimé de manière constitutive sur les cellules effectrices T CD8+. L'acide polyinosinique-polycytidylique (Poly (I:C)) agoniste de TLR3 augmente la production d'IFN-γ dans les cellules T CD8+ spécifiques de l'Ag. Le traitement Poly (I: C) augmente considérablement la production d'IL-2 et d'IFN-γ des cellules T modifiées par le récepteur d'antigène chimérique (CAR T) tout en améliorant leur action lytique contre les cellules tumorales ou cancéreuses. Les cellules CAR T présentent également une action antitumorale accrue contre la leucémie lymphoblastique aiguë à cellules B réfractaire ou en rechute lors de la co-stimulation avec la signalisation TLR2 en introduisant le domaine TIR de TLR2 dans la construction CAR. Les cellules CAR T anti-CD19 de troisième génération incorporées aux domaines de signalisation intracellulaires de CD28 et TLR2 font l’objet d’essais cliniques pour le lymphome non hodgkinien à cellules B récidivant ou réfractaire.
| Cancer                                  | récepteur Toll | Notes |
| --------------------------------------- | -------------- | --- |
| Récepteurs de type Toll dans le cancer. |                | |
| Cancer de l’œsophage                    | 3,4,7,9        | Surexpression de ces récepteurs Toll dans ce cancer. TLR9 est corrélé avec une tumeur agressive |
| Cancer du poumon                        | 4,5,7,8,9      | Expression de ces récepteurs Toll est plus importante dans le tissu pulmonaire cancéreux que dans le tissu normal. TLR4 est associé avec un bon pronostic. TLR9 est associé avec un mauvais pronostic. |
| Mélanome                                | 7,8            | Expression augmenté de ces TLRs dans les cellules immunitaires est associée avec une survie plus longue.                                                                                               |
| Cancer du pancréas                      | 7,8            | Expression de ces TLRs est plus importante dans le tissu pancréatique cancéreux que dans le tissu normal.                                                                                              |
| Cancer du sein                          | 9              | Expression basse dans les cancers du sein triple négatif est associé avec une survie plus courte. |
| Cancer du rein                          | 9              | L'absence de ce récepteur Toll est associée avec une survie plus courte. |
| Gliome                                  | 9              | Expression augmente avec le grade du gliome donc avec une survie plus courte. |
| Cancer de la prostate                   | 9              | Faible expression est associé à une survie plus courte chez les patients traités par prostatectomie.                                                                                                   |